# Margaret Gadd-Berg
Margaret Gadd-Berg, född 20 juli 1917 i Göteborg, död 18 maj 1986 i Saltsjöbaden, var en svensk målare.
Hon var dotter till generalmajoren Hugo Adolf Magnus Christoffer Gadd och Margot Hill-Lindquist och från 1950 gift med Ole Berg.
Gadd-Berg studerade vid Otte Skölds målarskola i Stockholm samt vid Konsthögskolan 1943–1948 och under studieresor till ett flertal länder i Europa. Hennes konst består av huvudsakligen av landskap i olja eller akvarell. Hon medverkade i en rad samlingsutställningar bland annat på Färg och Form i Stockholm.